# The Orb
The Orb — британський гурт електронної музики. Заснований в 1988 році Алексом Патерсоном разом із членом KLF Джиммі Кауті.
Незабаром після створення гурту Каті зосередився на роботі в KLF, а на його місце до The Orb прийшов Кріс Вестон (Kris Weston). Дебютним альбомом гурту став Adventures Beyond The Ultraworld виданий в 1991 лейблом Big Life.
Після того, як гурт покинув Вестон, у складі The Orb виступали також Саймон Філіпс (Simon Phillips) та Енді Х'юз (Andy Hughes). Єдиним постійним учасником таким чином є Петерсон. Гурт працює з німецьким продюсером Томасом Фельманом (Thomas Fehlmann).

## Дискографія
- A Huge Ever Growing Pulsating Brain That Rules from the Centre of the Ultraworld[en] (EP, 1989)
- The Orb’s Adventures Beyond the Ultraworld (1991)
- Peel Sessions[en] (EP, 1991)
- U.F.Orb[en] (1992)
- Live 93[en] (1993)
- Pomme Fritz[en] (EP, 1994)
- Orbus Terrarum[en] (1995)
- Peel Sessions, Vol. 2 (EP, 1996)
- Orblivion[en] (1997)
- Cydonia (2001)
- Auntie Aubrey's Excursions Beyond The Call Of Duty Pt 2[en] (2002)
- Bicycles & Tricycles[en] (2004)
- Okie Dokie It's The Orb On Kompakt (2005)
- OrbSessions (збірник, 2005)
- The Dream (2007)
- Baghdad Batteries (Orbsessions Volume III) (2009)
- Metallic Spheres (2010)
- The Orbserver in the Star House (2012)
- More Tales from the Orbservatory (2013)
- Moonbuilding 2703 AD (2015)
- COW / Chill Out, World! (2016)
- No Sounds Are Out of Bounds (2018)
- Abolition of the Royal Familia (2020)
- Prism (2023)

а також
- FFWD (1994) — The Orb та Роберт Фріпп

| Валторна | Це незавершена стаття про музичний колектив. Ви можете допомогти проєкту, виправивши або дописавши її. |